# 알 팔라끄

수라 알 팔라끄(아랍어:  سورة الفلق 새벽[*])는 이슬람 경전 꾸란에 명시된 예언자 명칭으로써 113장 제목이다.

## 개요
이 장의 꾸란 구절은 재앙들로부터 안전할 수 있도록 주님께 보호를 구하는 같은 의미의 내용으로 구성되 보이는 내용이다. 이것을 보고 안나쓰와 다를 바가 없다고 생각할 수 있을지도 모르나 주님이란 호칭이 안나쓰 장에서 세 번 이상 반복되는 반면 이 "알 팔라끄" 장은 신을 일컫는 말이 한 번 언급된다. 그리고 그 이 장의 몌9이와 šoťį.aļe같은 사악한 것들, 어둠이 짙어지는 밤의 재앙, 매듭 마술사, 시기하는 자에 대한 재앙으로부터 보호를 구한다는 내용이 제시되는 것이 꾸란 113장 "알 팔라끄"가 114장 안나쓰 장과 다른 점이다.
113:0 비스밀라히르-라흐마니르-라힘(자비로우시고 자애로우신 하나님의 이름으로)
113:1 아뢰되, 동녘의 주님께 보호(피난처)를 구하나이다.
113:2 창조된 사악한 것들의 재앙으로부터 보호를 구하며
113:3 어둠이 짙어지는 밤의 재앙으로부터 보호를 구하며
113:4 매듭으로 마술(주술)을 부리는 자들의 재앙(사악함)으로부터 보호를 구하며
113:5 시기하는 자의 재앙(사악함)으로부터 보호를 구하나이다.
| 이 전 알팔라끄 | 수라 113 (아랍어 원문) | 다 음 안나쓰 |
| 1 2 3 4 5 6 7 8 9 10 11 12 13 14 15 16 17 18 19 20 21 22 23 24 25 26 27 28 29 30 31 32 33 34 35 36 37 38 39 40 41 42 43 44 45 46 47 48 49 50 51 52 53 54 55 56 57 58 59 60 61 62 63 64 65 66 67 68 69 70 71 72 73 74 75 76 77 78 79 80 81 82 83 84 85 86 87 88 89 90 91 92 93 94 95 96 97 98 99 100 101 102 103 104 105 106 107 108 109 110 111 112 113 114 |                        |              |